# Cubanohydracarus
Cubanohydracarus elegans
Genre
Espèce
Cubanohydracarus est un genre d'acariens de la famille des Hungarohydracaridae (ordre des Trombidiformes). C'est un genre monotypique, ne contenant que l'espèce Cubanohydracarus elegans, que l'on trouve à Cuba.

## Classification
Le nom valide complet (avec auteur) de ce taxon est Cubanohydracarus Orghidan (d) & Gruia (d), 1980.

## Publication originale
- Traian Orghidan et Magdalena Gruia, « Hydracariens nouveaux de Cuba appartenant aux familles des Unionicolidae Oudem., Mideidae Thor et Hungarohydracaridae Motas & Tanasachi », Travaux de l'Institut de Spéologie « Émile Racovitza », Roumanie, vol. 19,‎ 1980, p. 125-142 (ISSN 0301-9187, e-ISSN 2067-9033).